# Mercedes-Benz R171
Mercedes-Benz R171 - друге покоління родстерів SLK-класу, представлене в 2004 році на Женевському автосалоні, як заміна Mercedes-Benz R170. 

## Опис

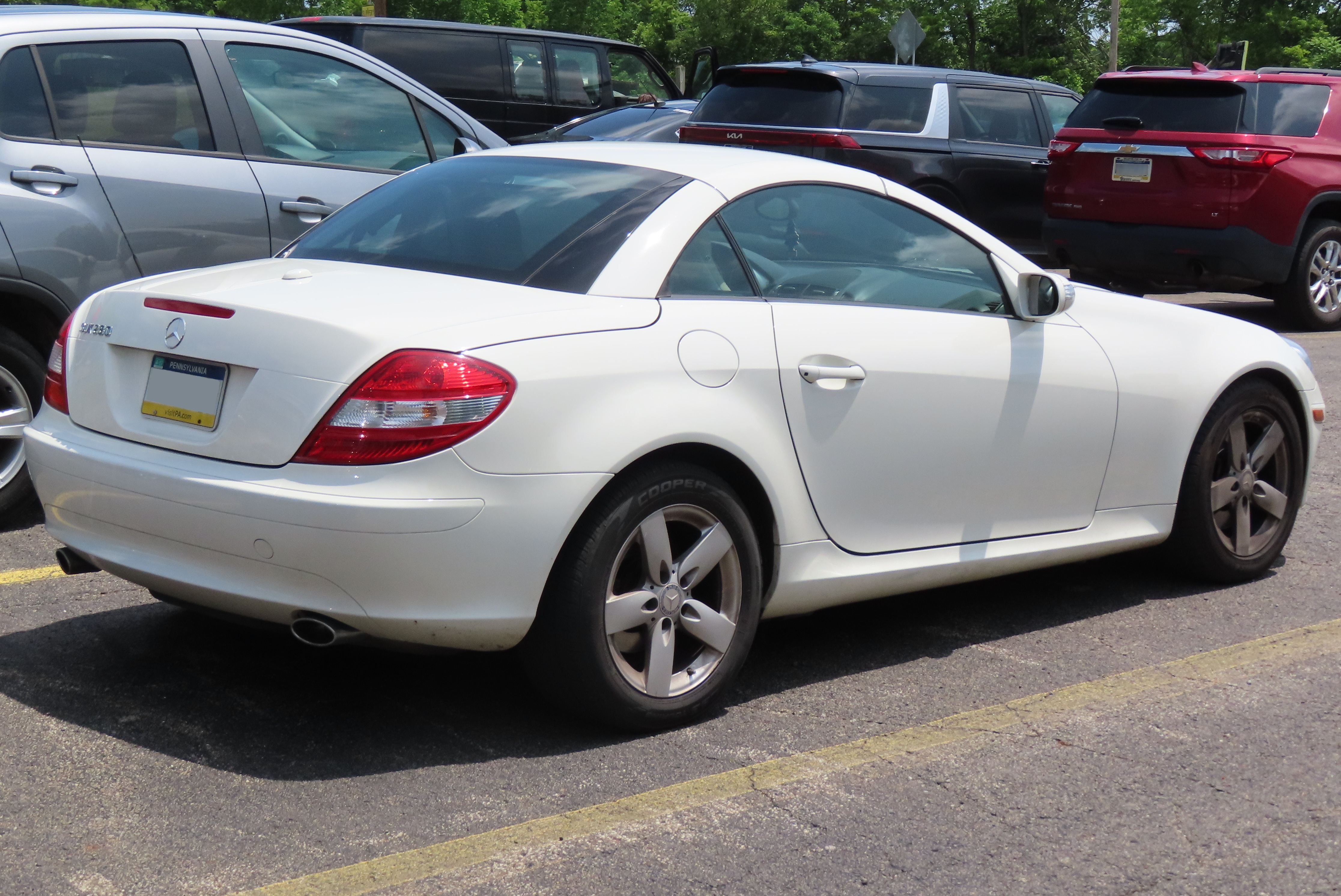

На ньому була встановлена інноваційна система Airscarf - «повітряний шарф», що дозволяє не замерзнути в родстері при поїздках з відкритим верхом. 
Лінійка двигунів помітно розширилася: на вибір покупців пропонувалися версії SLK 200, 280, 300, 350 (163-305 к.с.), а найпотужніша (AMG) оснащувалася двигуном об'ємом 5,4 л (400 к.с.). Виробництво моделі здійснювалося на заводі в Бремені і тривало до 2011 року, в якому було замінено третім поколінням SLK.

## Двигуни

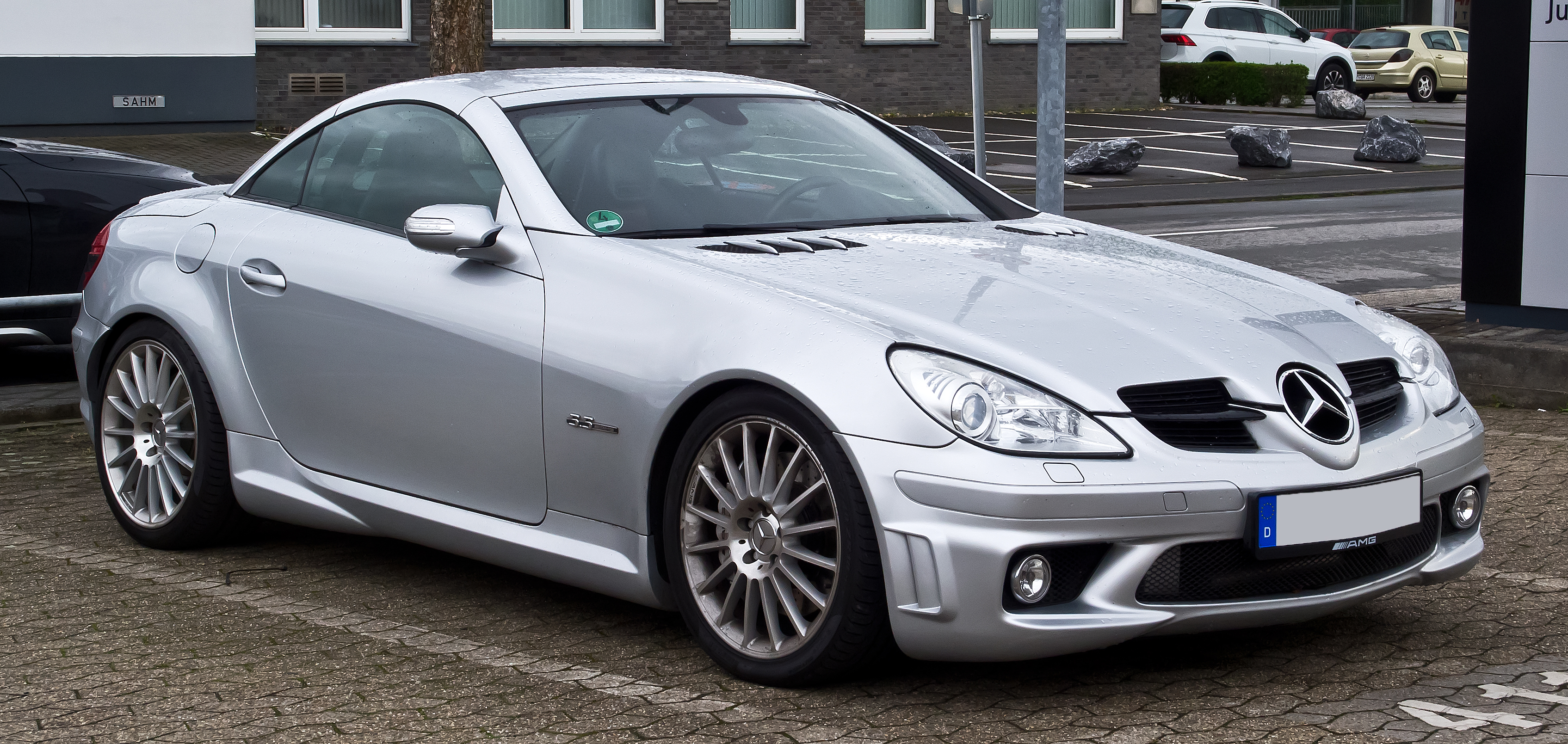
Mercedes-Benz SLK 55 AMG (R 171)

- 1.8 л M 271 E 18 ML І4 163/184 к.с.

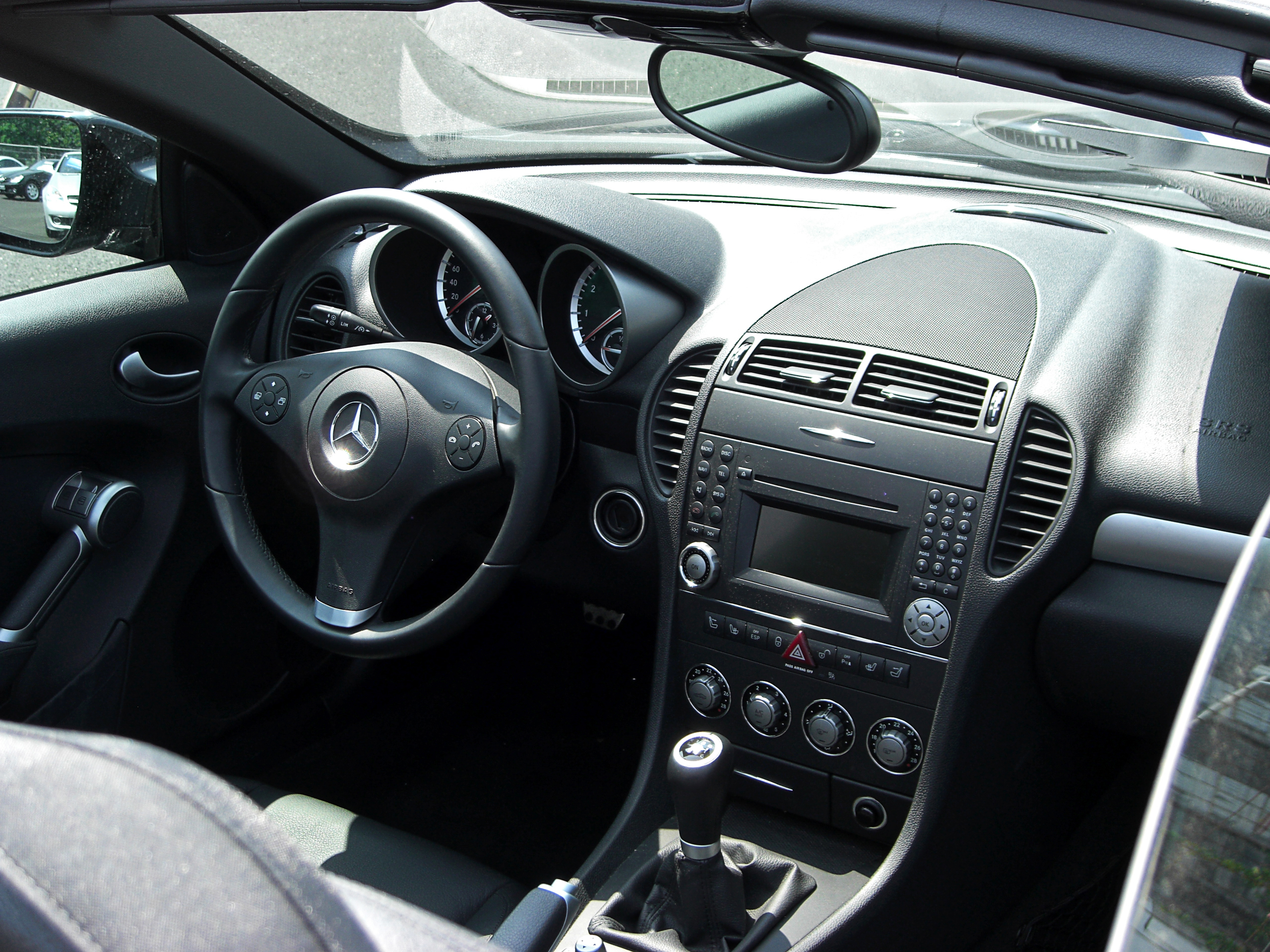

- 3.0 л M 272 E 30 V6 231 к.с.
- 3.5 л M 272 E 35 V6 272/305 к.с.
- 5.4 л M 113 E 55 V8 360/400 к.с.